# 2000年シドニーオリンピックのウクライナ選手団
2000年シドニーオリンピックのウクライナ選手団（2000ねんシドニーオリンピックのウクライナせんしゅだん）は、2000年9月15日から10月1日にかけてオーストラリアのニューサウスウェールズ州シドニーで開催された2000年シドニーオリンピックのウクライナ選手団、およびその競技結果。

## 概要
今大会は金メダル3個、銀メダル10個、銅メダル10個の合計23個のメダルを獲得した。

## メダル
| メダル | 選手名 | 競技       | 種目                     |
| ------ | --- | ---------- | ------------------------ |
| 金     | ニコラ・ミルチェフ | 射撃       | 男子クレー射撃スキート   |
| 金     | ヤナ・クロチコワ | 競泳       | 女子200m個人メドレー     |
| 金     | ヤナ・クロチコワ | 競泳       | 女子400m個人メドレー     |
| 銀     | デニス・シランティエフ | 競泳       | 男子200mバタフライ       |
| 銀     | ヤナ・クロチコワ | 競泳       | 女子800m自由形           |
| 銀     | アンドレイ・コテルニク | ボクシング | 男子ライト級             |
| 銀     | セルゲイ・ドトセンコ | ボクシング | 男子ウェルター級         |
| 銀     | エフゲニー・ブスロビッチ | レスリング | 男子フリースタイル58kg級 |
| 銀     | ダビッド・ソルダゼ | レスリング | 男子グレコローマン97kg級 |
| 銀     | セルゲイ・チェルニャフスキー セルヒー・マトヴィエイエフ オレクサンドル・シモネンコ オレクサンドル・フェデンコ                                   | 自転車     | 男子4000m団体追い抜き    |
| 銀     | アレクサンドル・ベレシュ ワレリー・ゴンチャロフ ルスラン・メジェンツェフ ワレリー・ペレシュクラ アレクサンドル・スベトリチニー ロマン・ゾズリア | 体操       | 男子団体総合             |
| 銅     | ウラジミール・シドレンコ | ボクシング | 男子フライ級             |
| 銅     | ロマン・シュチュレンコ | 陸上       | 男子走幅跳               |
| 銅     | オレーナ・ホボロワ | 陸上       | 女子三段跳               |
| 銅     | セルゲイ・ダニルチェンコ | ボクシング | 男子バンタム級           |
| 銅     | アンドレイ・フェドチョク | ボクシング | 男子ライトヘビー級       |
| 銅     | イリーナ・ヤノビッチ | 自転車     | 女子スプリント           |
| 銅     | ルスラン・マシュレンコ | 柔道       | 男子90kg以下級           |
| 銅     | アレクサンドル・ベレシュ | 体操       | 男子個人総合             |